# Ürményi Péter
Ürményi Ürményi Péter (Nyitrazsámbokrét, 1768. június 19. – Esztergom, 1839. november 15.) fölszentelt püspök.

## Élete
A gimnáziumot Nagyszombatban, a teológiát 1791-ben Pozsonyban végezte. A bíboros-érsek házi káplánja lett. 
1792. szeptember 13-tól kürti plébános, 1802-tól udvardi alesperes lett. 1805. január 29-én pozsonyi-, 1807. július 30-án esztergomi kanonok és a Pázmáneum kormányzója lett. 1815. november 14-től nógrádi főesperes. 1820. augusztus 28-tól corycusi fölszentelt püspök. 1826-tól nagyszombati, 1827–1831 között esztergomi érseki helynök.